# Ponte delle Tette

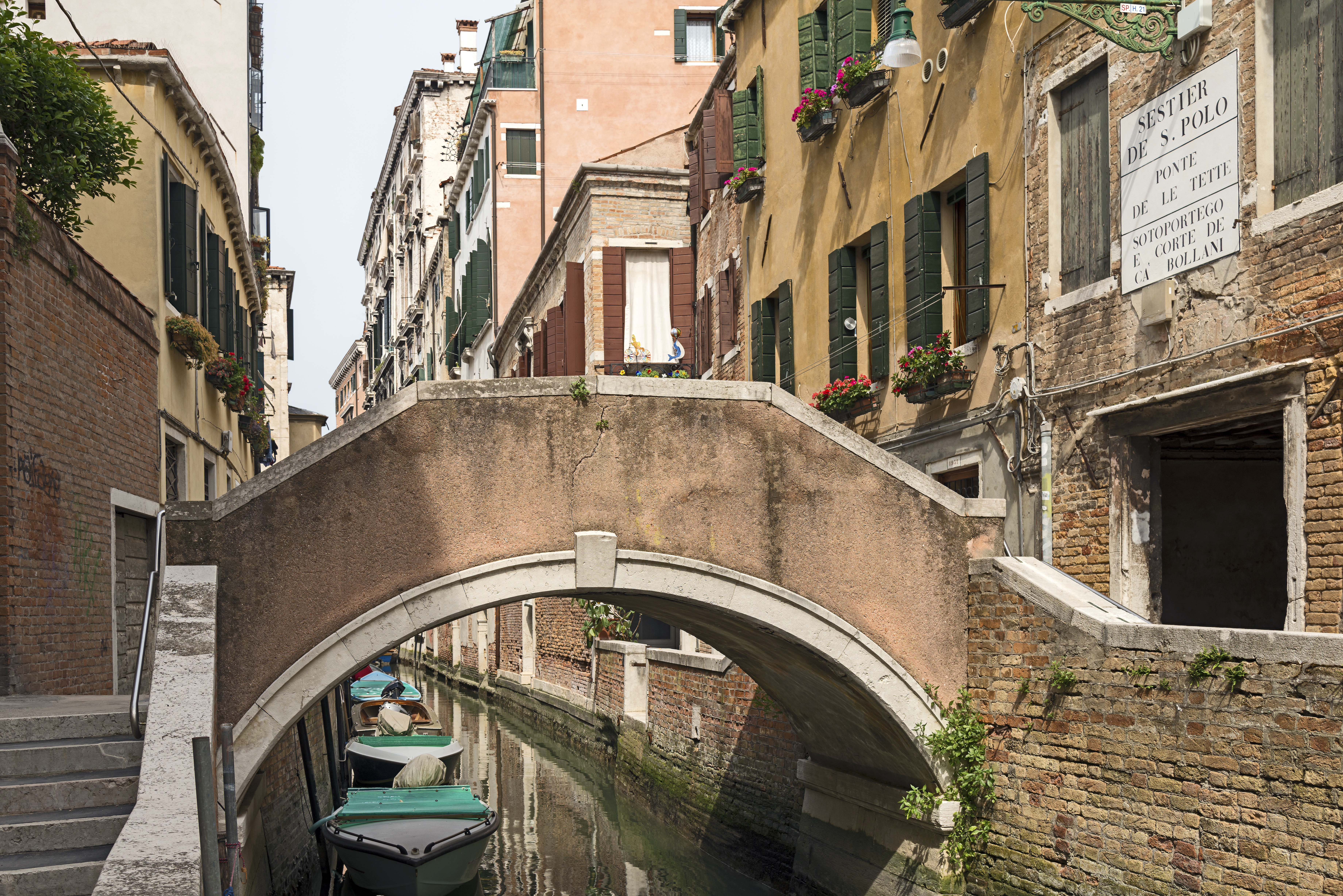
Ponte delle Tette.

El ponte delle Tette (en español: Puente de las Tetas) es un pequeño puente en Venecia, Italia. Toma su nombre por el uso del puente por prostitutas, que enseñaban los senos allí para atraer a los hombres y "convertir" a los homosexuales sospechosos.
El Rialto Carampane fue uno de los barrios rojos de Venecia en el siglo XV, por decreto oficial. En 1509, un escritor estimaba que había unas 11.565 cortesanas que trabajaban en Venecia. Cerca estaba el Ferry Del Buso, donde las cortesanas cruzaban el Gran Canal al otro barrio rojo legal. Los impuestos sobre la prostitución en 1519 ayudaron a financiar la excavación en el Arsenale.